# NGC 2196
NGC 2196 (również PGC 18602 lub UGCA 121) – galaktyka spiralna (Sa), znajdująca się w gwiazdozbiorze Zająca. Odkrył ją William Herschel 20 listopada 1784 roku.